# Patterns
Patterns – album studyjny amerykańskiego wibrafonisty jazzowego Bobby’ego Hutchersona, nagrany w 1968, lecz wydany po raz pierwszy w 1980 roku z numerem katalogowym LT-1044 przez Blue Note Records.

## Powstanie
Na albumie zamieszczono sześć kompozycji, które napisali: Joe Chambers (A1, A3, B2, B3), James Spaulding (A2) i Stanley Cowell (B1). Spaulding swój utwór zadedykował osobie Martina Luthera Kinga, zaś Cowell – swej żonie.
Materiał na płytę został zarejestrowany 14 marca 1968 roku przez Rudy’ego Van Geldera w należącym do niego studiu (Van Gelder Studio) w Englewood Cliffs w stanie New Jersey. Produkcją albumu zajęli się Francis Wolff i Duke Pearson.

## Lista utworów
Opracowano na podstawie materiału źródłowego.
Wydanie LP
Strona A
| Nr | Tytuł utworu   | Muzyka          | Długość |
| -- | -------------- | --------------- | ------- |
| 1. | „Patterns”     | Joe Chambers    | 7:10    |
| 2. | „A Time to Go” | James Spaulding | 7:20    |
| 3. | „Ankara”       | Chambers        | 4:13    |
|    |                |                 | 18:43   |

Strona B
| Nr | Tytuł utworu | Muzyka         | Długość |
| -- | ------------ | -------------- | ------- |
| 1. | „Effi”       | Stanley Cowell | 5:56    |
| 2. | „Irina”      | Chambers       | 5:47    |
| 3. | „Nocturnal”  | Chambers       | 6:26    |
|    |              |                | 18:09   |

Utwór dodatkowy na CD
| Nr | Tytuł utworu                | Muzyka   | Długość |
| -- | --------------------------- | -------- | ------- |
| 1. | „Patterns (alternate take)” | Chambers | 5:56    |
|    |                             |          | 5:56    |

## Twórcy
Opracowano na podstawie materiału źródłowego.
Muzycy:
- Bobby Hutcherson – wibrafon
- James Spaulding – saksofon altowy, flet
- Stanley Cowell – fortepian
- Reggie Workman – kontrabas
- Joe Chambers – perkusja

Produkcja:
- Francis Wolff, Duke Pearson – produkcja muzyczna
- Rudy Van Gelder – inżynieria dźwięku
- Michael Cuscuna – produkcja muzyczna (w związku z wydaniem albumu), liner notes